# Distretto di Canchabamba
Il distretto di Canchabamba è uno dei quattro  distretti della provincia di Huacaybamba, in Perù. Si trova nella regione di Huánuco e si estende su una superficie di 186.83 chilometri quadrati.